# هندسة جيوتقنية بحرية

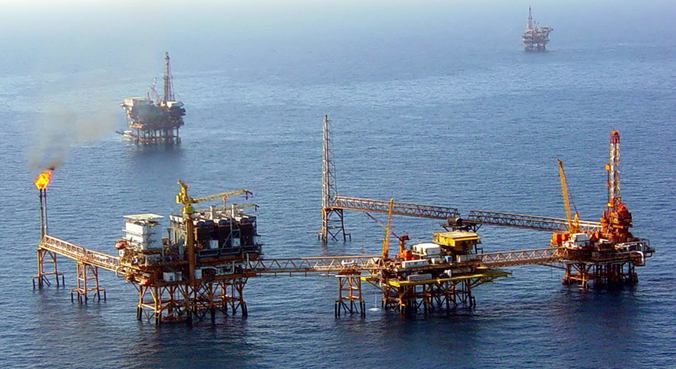
منصات بحرية بالمكسيك.

الهندسة الجيوتقنية البحرية Offshore geotechnical engineering، هي تخصص فرعي في الهندسة الجيوتقنية. وتعنى بالتصميم الأساسي، الانشاءات، الصيانة ووقف تشغيل المنشآت من صنع الإنسان في البحر. من أمثلة تلك المنشآت منصات النفط، الجزر الاصطناعية وخطوط الأنابيب تحت الماء. قاع البحر يجب أن يكون قادراً على تحمل وزن مثل هذه المنشآت والحمولات المطبقة. ويجب أيضاً الأخذ في الحسبان بالمخاطر الأرضية. نشأت الحاجة للتطويرات البحرية من النضوب التدريجي لاحتياطيات الكربون الموجودة على البر أو بالقرب من السواحل، مثل الحقول الجديدة التي تم تطويرها على مسافات بحرية أبعد وداخل المياه العميقة، مع التكيف المقابل للاستقصاءات الميدانية البحرية. اليوم، هناك أكثر من 7.000 منصة بحرية يتم تشغيلها في أعماق تصل إلى وتتجاوز 2000 م. تطوير الحق التقليدي يتجاوز عشرات الكيلومترات المربعة، وقد يضم العديد من المنشآت المثبتة، خطوط التدفق داخل الحقل وخطوط أنابيب تصدير سواء للشاطئ أو للتوصيل بخط التحويل الإقليمي.